# Anepsion maritatum
Anepsion maritatum là một loài nhện trong họ Araneidae.
Loài này thuộc chi Anepsion. Anepsion maritatum được Octavius Pickard-Cambridge miêu tả năm 1877.